# Thimory
Thimory település Franciaországban, Loiret megyében. Lakosainak száma 691 fő (2022. január 1.). Thimory Lombreuil, Chailly-en-Gâtinais, Chevillon-sur-Huillard, La Cour-Marigny, Noyers, Oussoy-en-Gâtinais és Presnoy községekkel határos.

## Népesség
A település népessége az elmúlt években az alábbi módon változott:
| Lakosok száma | 335  | 268  | 432  | 617  | 742  | 738  | 737  | 712  | 699  | 691  |
|               | 1968 | 1982 | 1990 | 2006 | 2013 | 2015 | 2017 | 2019 | 2020 | 2022 |